# Rembrandt van Rijn
Rembrandt Harmenszoon van Rijn (Leiden, Països Baixos, 15 de juliol de 1606 - Amsterdam, 4 d'octubre de 1669) fou un pintor i gravador del barroc neerlandès. Generalment, és considerat com un dels més grans pintors i gravadors de la història de l'art europeu i el més important de la història holandesa. Les seves contribucions a l'art van formar part d'un període que els historiadors anomenen Edat d'Or neerlandesa.
Havent aconseguit triomfar com a jove pintor de retrats, els seus últims anys van estar marcats per la tragèdia personal i les dificultats financeres. Tanmateix, els seus dibuixos i pintures foren populars al llarg de la seva vida, i la seva reputació com a artista continua sent elevada, i durant vint anys va ser mestre de gairebé tots els pintors holandesos més importants. Les seves obres més representatives són retrats dels seus contemporanis, autoretrats i il·lustracions d'escenes de la Bíblia. Els seus autoretrats formen una única i íntima biografia, en la qual el mateix artista realitza una introspecció sense vanitat i amb la sinceritat més gran.
En les pintures i gravats, mostra un coneixement complet de la iconografia clàssica, que modela per adaptar-se a les exigències de la seva pròpia experiència; per tant, en la representació d'una escena bíblica, Rembrandt tenia un bon coneixement del text específic, l'assimilació de la composició clàssica, i les seves observacions de la població jueva d'Amsterdam. A causa de la seva empatia per la condició humana, ha estat anomenat "un dels grans profetes de la civilització."
Les dues etapes de la vida de Rembrandt (la pròspera i l'adversa) es reflecteixen en les seves obres, i molt especialment en els autoretrats. Mentre que els primers són alegres i brillants, els dels darrers anys tenen un caràcter molt més serè i fosc, amb una profunditat superior. Totes les seves obres són plenament barroques, i estan dominades per l'acció, el dramatisme i un realisme derivat de l'observació del món que l'envoltava.

## Biografia

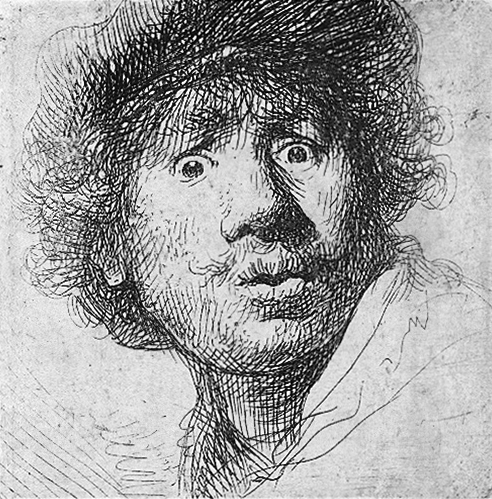
Autoretrat, amb els ulls molt oberts, aiguafort i burí, 1630

### Primers anys
Rembrandt Harmenszoon van Rijn va néixer el 15 de juliol de 1606 a Leiden, Països Baixos. Era el novè fill d'Harmen Gerritszoon van Rijn i Neeltgen Willemsdochter van Zuytbrouck, una acomodada família; el seu pare era moliner i la seva mare era filla d'un forner. Va rebre una educació molt acurada; de petit, va anar a l'escola llatina i va estar inscrit a la Universitat de Leiden. Tot i així, hi va estar un any; d'acord amb un contemporani, sentia una major inclinació cap a la pintura, ja que aviat deixà la universitat per passar a ser un aprenent d'un pintor de Leiden, Jacob van Swanenburgh, amb qui s'estigué tres anys. El 1624 o 1625, Rembrandt, després d'un breu però important aprenentatge de sis mesos amb el famós pintor Pieter Lastman a Amsterdam, va obrir un estudi a Leiden, que compartí amb l'amic i col·lega Jan Lievens. Pieter Lastman és qui més el va influir i qui li va transmetre les tendències italianes més de moda; prova d'això és que les seves primeres obres, com Lapidació de sant Esteve, estan molt influenciades pel seu estil. Així, el seu estil va anar evolucionant des d'uns inicis de color brillants i gestos exagerats fins a arribar a tenir un gran domini del clarobscur; aquesta tècnica tan típica del barroc és la més característica de la seva obra, i la que li dona més força i personalitat. El 1627, Rembrandt comença a acceptar alumnes, entre ells Gerrit Dou.
El 1629, Rembrandt va ser descobert per l'estadista Constantijn Huygens, pare de Christiaan Huygens –un famós matemàtic i físic holandès–, que va adquirir importants encàrrecs per a Rembrandt de la cort de la Haia. Com a resultat d'aquesta connexió, el príncep Frederik Hendrik continuà comprant pintures de Rembrandt fins al 1646.

### La vida amb Saskia

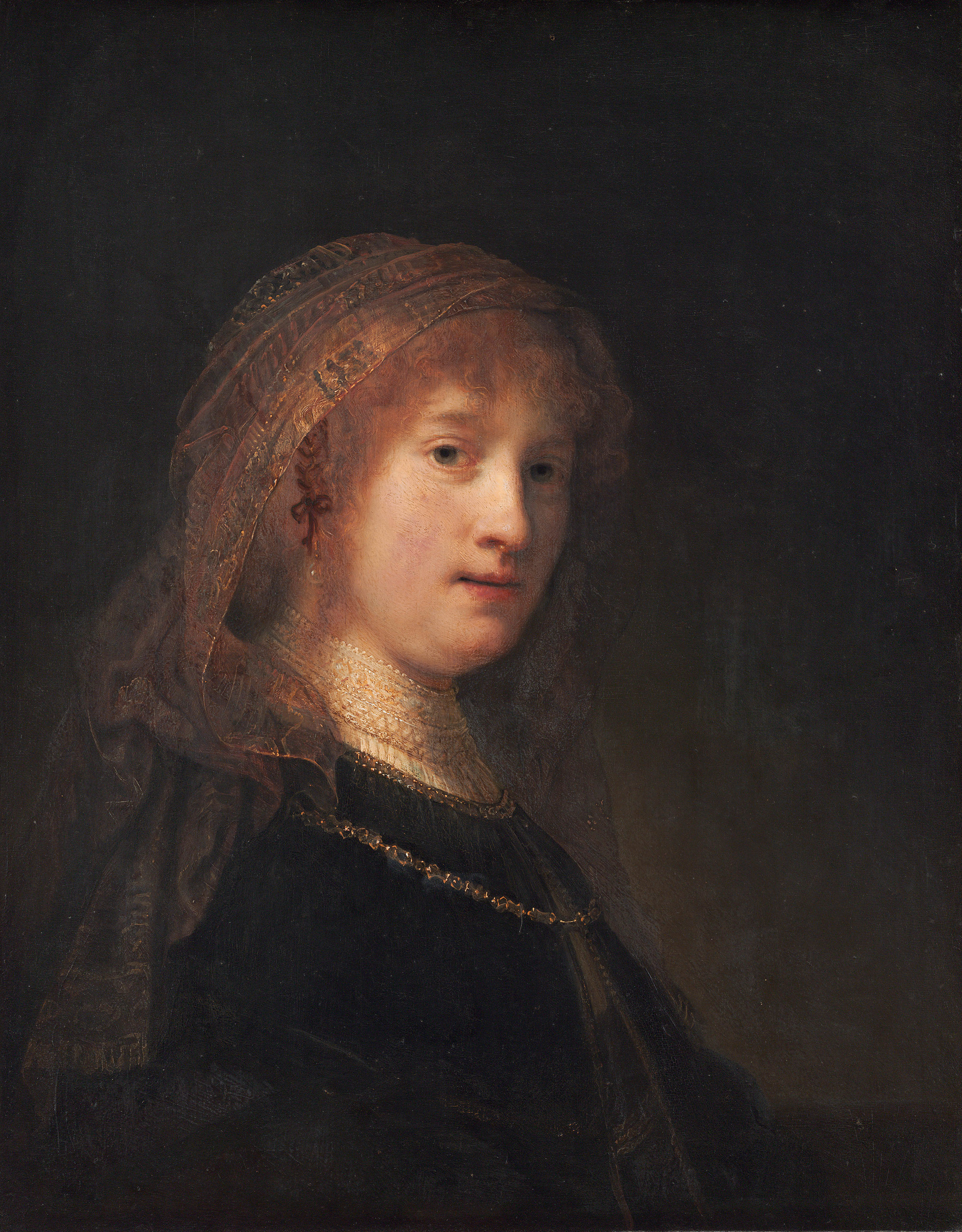
Retrat de Saskia van Uylenburg (c. 1635)

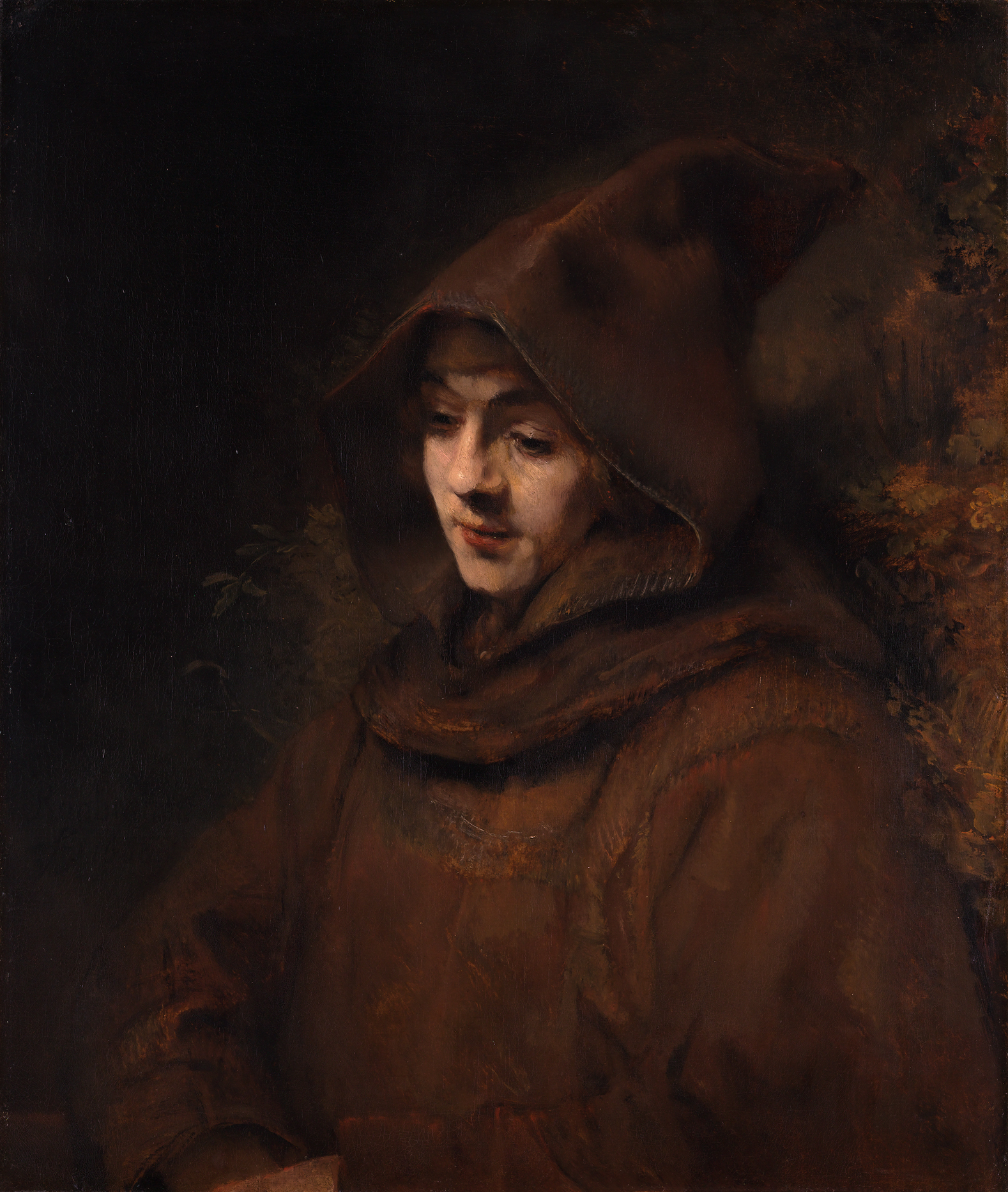
Titus com un monjo (1660), retrat de Titus van Rijn, fill de Rembrandt i Saskia, vestit de monjo

El 1631, després de la mort de son pare, Rembrandt es trasllada a Amsterdam, la nova capital de les empreses dels Països Baixos, que vivia un creixement econòmic important. Rembrandt hi comença a exercir com a retratista professional per primera vegada, i ho va fer amb un gran èxit. S'associà amb el marxant Hendrick van Uylenburgh, mitjançant el qual va conèixer Saskia van Uylenburgh, filla del seu cosí Rombertus van Uylenburgh, amb qui es casà el 1634. Saskia era la filla petita d'una família de nobles de Frísia i el seu pare havia estat advocat i burgemeester (alcalde) de Leeuwarden; quan va quedar òrfena, anà a viure amb una germana més gran a Het Bildt. Rembrandt i Saskia es van casar a l'església del poble de Sint Annaparochie (actualment part del municipi de Waadhoeke) sense la presència dels seus familiars. El mateix any, 1634, Rembrandt és acceptat com a membre del gremi de pintors. També va acceptar un nombre considerable d'estudiants, entre els quals hi havia Ferdinand Bol i Govert Flinck.
El 1635, Rembrandt i Saskia es traslladen a la seva pròpia casa, un lloc de moda a Nieuwe Doelenstraat. El 1639, es van mudar a un edifici, seu de l'actual Museu de la Casa de Rembrandt, al Jodenbreestraat. Aquesta zona d'Amsterdam s'estava convertint en el barri jueu, i la hipoteca per finançar la compra fou de 13.000 florins; aquesta seria una de les causes principals de les seves posteriors dificultats financeres. El seu ritme d'ingressos, inicialment, li permetia pagar fàcilment aquest nivell de despeses, però no va poder mantenir aquest ritme i podria haver perdut alguna font d'ingressos fent algunes inversions. Va ser allà on Rembrandt va tractar sovint amb els seus veïns jueus, que serien model per a les seves escenes de l'Antic Testament.
Tot i estar ben acomodats, la parella va patir diversos revessos personals, i el 1635 el seu fill Rumbartus es va morir dos mesos després del naixement. Més endavant, el 1638, la seva filla Cornèlia es va morir amb només 3 setmanes de vida. El 1640, van tenir una segona filla, també anomenada Cornèlia, que es va morir després d'haver viscut més d'un mes. Només el seu quart fill, Titus, que va néixer el 1641, va sobreviure fins a l'edat adulta. Saskia va morir el 1642 poc després del naixement de Titus, probablement de tuberculosi. Rembrandt va fer dibuixos d'ella en el seu llit durant la malaltia i formen part de les seves obres més commovedores.

### Altres relacions sentimentals

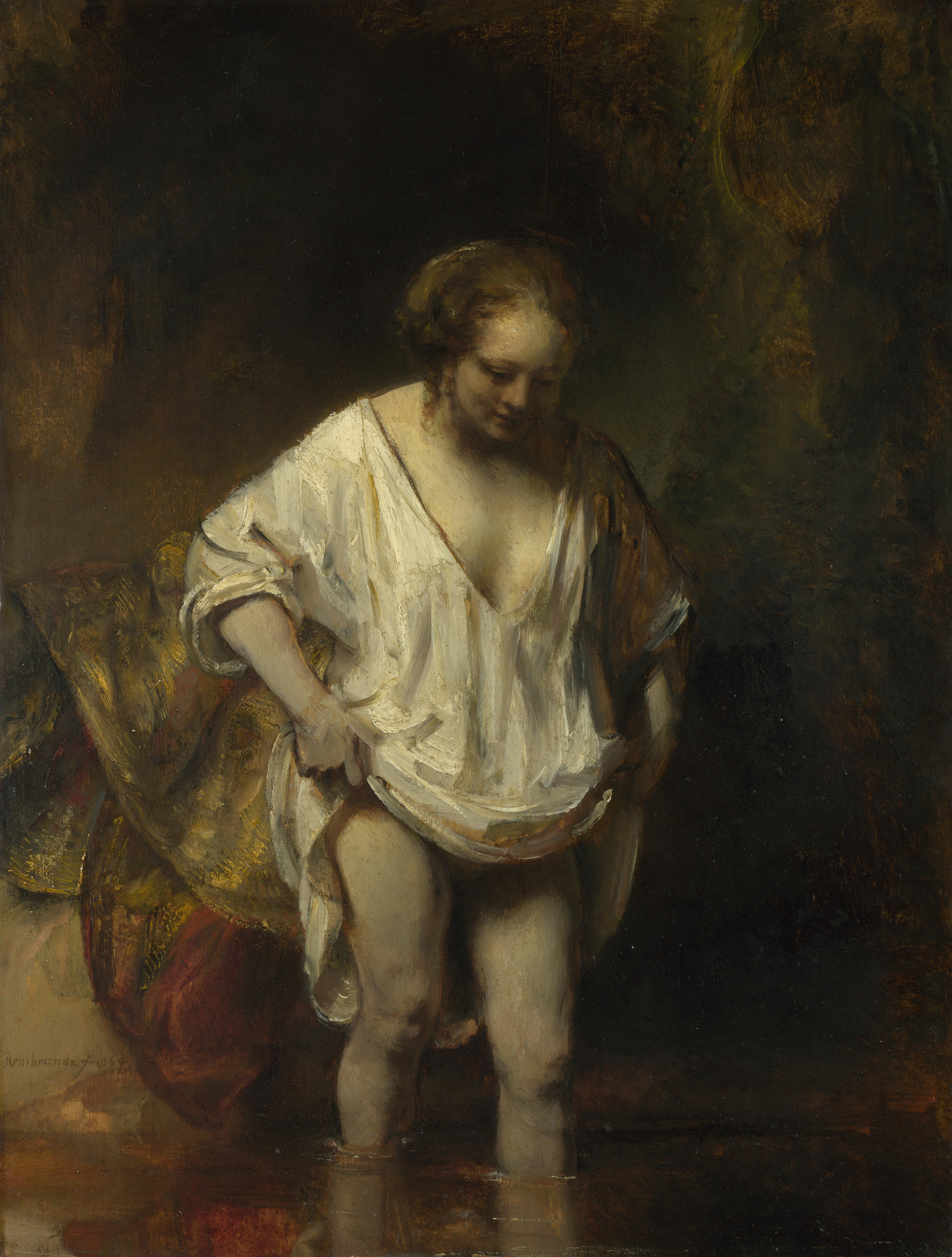
Noia banyant-se en un rierol (1654). La model n'és Hendrickje Stoffels

Durant la malaltia de Saskia, va contractar Geertjes Dircx com a mainadera de Titus, com a infermera i, probablement, també esdevingué amant de Rembrandt. Ella, més tard, acusà Rembrandt d'incompliment d'una promesa i li van concedir una pensió de 200 florins a l'any.
El 1649 Rembrandt comença una relació amb Hendrickje Stoffels, una dona molt més jove que havia estat la seva serventa i que tenia cura del seu fill Titus. De la relació, el 1654 va néixer una filla, Cornèlia, i Hendrickje va rebre una citació del consell de l'Església reformada per respondre a l'acusació "que havia comès actes de prostitució amb el pintor Rembrandt". Ho va reconèixer i se li va prohibir la recepció de la comunió. Rembrandt no fou citat a comparèixer perquè no n'era membre. Els dos van obtenir el reconeixement legal com a parella, segons la llei pública, però Rembrandt no es va casar amb Henrickje, a fi de no perdre l'accés a un fideïcomís creat per a Titus d'acord amb la voluntat de la seva mare.

### Fallida econòmica i darrers anys
Rembrandt va viure més enllà del que li permetien els seus mitjans econòmics i es veié obligat a subhastar les seves possessions. L'habitual compra d'obres d'art –incloses les que foren fruit del seu propi treball–, de gravats que sovint utilitzava en les seves pintures, i de rareses, van provocar que el 1656 s'arribés a un acord judicial per a evitar-ne la fallida; va haver de vendre la major part de la seva gran col·lecció de pintures i d'antiguitats. Les llistes que calgué elaborar ens donen una informació precisa de les seves col·leccions, amb pintures i dibuixos d'antics mestres, inclosos bustos d'emperadors romans, molts objectes de l'Àsia, com vestits i armadures japoneses, i col·leccions d'història natural i minerals; però els comptes resultants de les vendes de 1657 i 1658 van ser decebedors. També va haver de vendre la seva casa i la seva impremta, i el 1660 es traslladà a un allotjament més modest al Rozengracht. Les autoritats i els creditors, en general, s'adaptaren a les circumstàncies; però l'excepció varen ser els del gremi de pintors d'Amsterdam, que van crear una nova norma que fixava que ningú podria comerciar amb Rembrandt. Per evitar aquest problema, el 1660 Hendrickje i Titus van crear una empresa com a distribuïdors d'art, i Rembrandt n'era un empleat.
El 1661, ell (o més aviat la nova empresa) fou contractat per concloure els treballs que calia realitzar en la construcció del nou ajuntament, però això només va poder ser després que Govert Flinck, l'artista que prèviament tenia l'encàrrec, morís sense haver pogut començar a pintar. El treball resultant fou La conspiració de Claudius Civilis, que va ser rebutjada i retornada al pintor; el que ens ha arribat n'és només una fracció de tot el treball. Va ser en aquest moment quan Rembrandt va tenir el seu últim aprenent, Aert de Gelder. El 1662 encara rebia importants encàrrecs per pintar retrats i altres obres. Quan el 1667 Cosme III de Mèdici, gran duc de Toscana, anà a Amsterdam, va visitar la casa de Rembrandt.
Rembrandt perdria Hendrickje, que moriria el 1663, i al cap d'uns anys, el 1668, ho faria Titus, deixant una filla. Rembrandt es va morir el 4 d'octubre de 1669 a Amsterdam, i fou enterrat en una tomba anònima al cementiri de Westerkerk.

## Obra

### L'art de Rembrandt
En una carta adreçada a Huyghens, Rembrandt ofereix l'explicació del que tractava d'aconseguir amb el seu art: l'expressió més gran del moviment natural. La paraula beweechgelickhijt també s'ha interpretat en el sentit d''emoció' o 'motivació'. Si es refereix als objectius, als materials o a una altra qüestió, ja queda a interpretació. Rembrandt combina la recerca de la perfecció terrenal i espiritual com cap altre pintor de l'art occidental.
Amb les seves pintures a l'oli es pot traçar el progrés des de la incertesa del jove artista, el pas pels molt reeixits autoretrats de la dècada del 1630, i arribar als conflictius i poderosos retrats de la vellesa. Junts donen una molt clara imatge de l'artista, el seu perfil psicològic i la seva manera de ser, com ho revela la seva cara expressiva.
Entre les característiques més prominents de la seva obra, cal destacar l'ús del clarobscur i el treball escènic de les llums i ombres; aquest darrer tret ve influït per Caravaggio, o més probablement per l'escola d'Utrecht, l'escola neerlandesa caravaggista, tret que Rembrandt adaptà als seus mitjans d'una manera molt personal. També són notables la seva dramàtica i animada presentació dels subjectes, sense la rigidesa formal dels seus contemporanis; sovint mostra una profunda compassió per la humanitat, sense tenir en compte la riquesa o l'edat. La seva família –la seva esposa Saskia, el seu fill Titus i la seva amant Hendrickje– sovint van ocupar un lloc destacat en les seves pintures, moltes de les quals tractaven temes mítics, bíblics o històrics.

### Temàtica

El rapte d'Europa, de 1632. Oli en un plafó.
El treball es considera "...un exemple brillant de l'"edat d'or" de la pintura barroca"

Al llarg de la seva carrera, Rembrandt va tenir com a temes principals el retrat, el paisatge i la pintura narrativa. Per aquesta darrera temàtica, fou especialment elogiat pels seus contemporanis, que el tenien per un intèrpret magistral d'històries bíbliques, i admiraven la seva habilitat en la representació de les emocions i l'atenció en el detall. La seva pintura passà d'un primerenc estil "suau", caracteritzat pel tractament il·lusionista de la imatge, a un de més "aspre", amb un tractament creador d'una rica varietat de superfícies pictòriques, cosa que va permetre un il·lusionisme de la forma, suggerit per la qualitat tàctil de la pintura.
Un desenvolupament paral·lel pot observar-se en la seva habilitat com a gravador. En els gravats de la seva maduresa, sobretot des de la fi de la dècada del 1640 en endavant, queden reflectides la llibertat i l'amplitud que també són presents en els dibuixos i pintures. Les obres abasten una àmplia gamma de materials i tècniques, a vegades deixant grans zones de paper en blanc per suggerir una sensació d'espai i, en altres moments, utilitza complexos entramats de línies amb els quals aconsegueix uns rics tons foscos.

### Evolució de l'estil
Va ser durant el període de Leiden (1625-1631) en què la influència de Lastman fou més prominent. També és probable que, en aquesta època, l'obra de Lievens tingués un fort impacte i influís en el seu treball. Les pintures eren més aviat de mida petita, però riques en detalls com, per exemple, en els vestits i les joies. Els temes preferits eren els religiosos i els al·legòrics, sovint amb tronies, i mitges figures. El 1626, Rembrandt realitzà els primers aiguaforts, i a l'àmplia difusió que aconseguí deu en gran part la seva fama internacional. El 1629 pinta Judes, penedit, retorna les peces de plata i L'artista al seu estudi; són obres en què es posa de manifest el seu interès en el maneig de la llum i la varietat en la tècnica d'aplicació de la pintura, i constitueixen el primer gran avenç en el seu desenvolupament com a pintor.

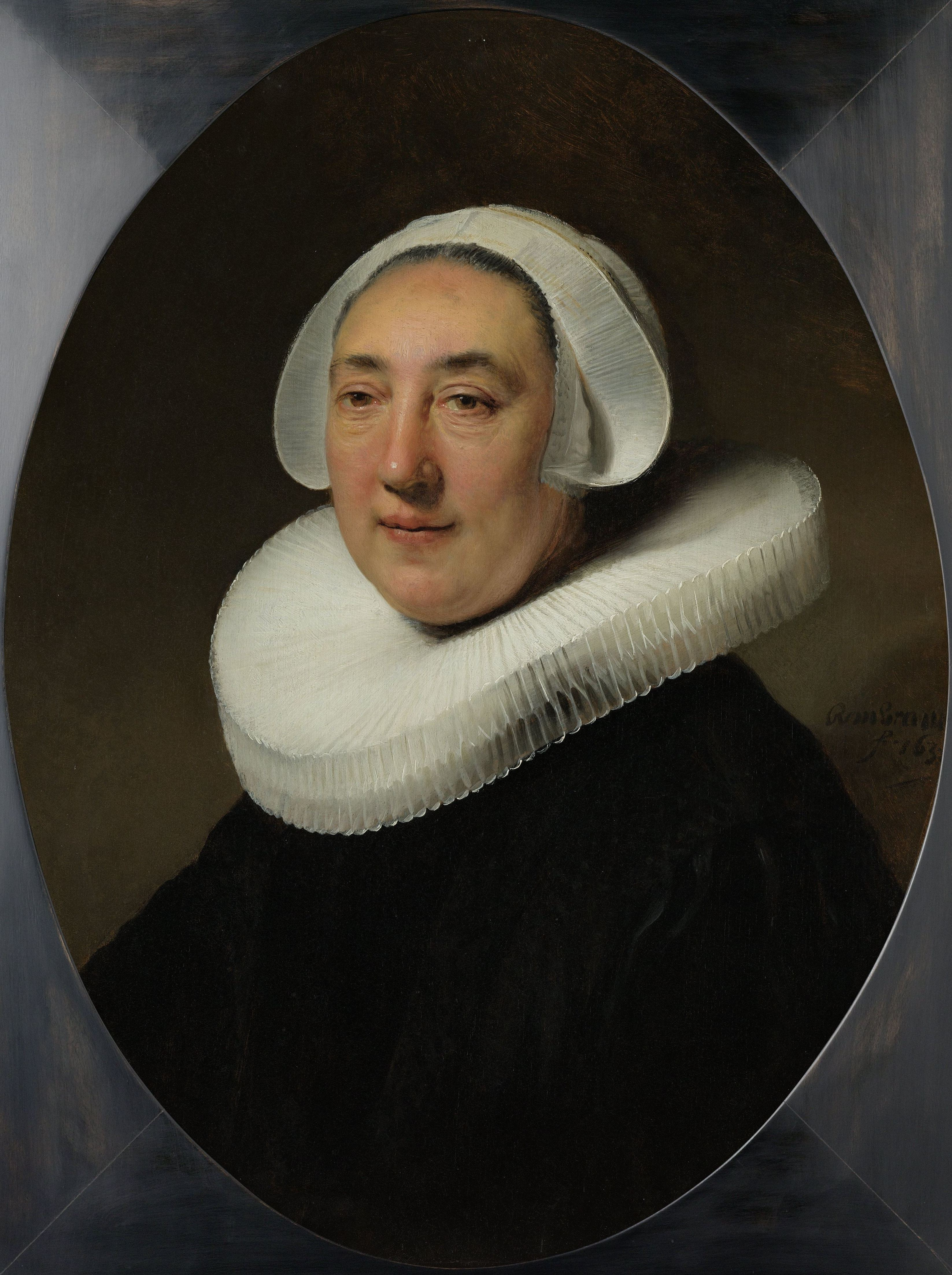
Un típic retrat de 1634, època en la qual Rembrandt gaudia d'un gran èxit comercial i artístic

Durant els seus primers anys a Amsterdam (1632-1636), Rembrandt comença a pintar escenes bíbliques i mitològiques força dramàtiques, de grans contrastos i en gran format; són La ceguesa de Samsó (1636), La festa de Baltasar (c. 1635) i Danae (1636), i en aquestes tracta d'emular l'estil barroc de Rubens. Amb l'ocasional ajuda dels assistents al taller d'Uylenburgh, pinta nombrosos retrats d'encàrrec petits (Jacob Gheyn III) i grans, com el Retrat del constructor naval Jan Rijcksen i la seva esposa (1633), i la Lliçó d'anatomia del Dr. Nicolaes Tulp (1632).
Cap a la fi dels anys 1630, Rembrandt havia produït alguns quadres i bastants gravats de paisatges. Sovint, aquests quadres, com Cases davant un cel tempestuós (c. 1641) i Els tres arbres (1643), posen de manifest "drames" naturals en què apareixen arbres desarrelats i cels amenaçadors. Des de 1640, el seu treball es va fer menys exuberant i més sobri en el to, aspecte que pot reflectir alguna tragèdia de tipus personal. Les escenes bíbliques derivaven més sovint del Nou Testament que de l'Antic Testament. El 1642, pinta La ronda de nit, el seu treball més gran i notable de l'important grup d'encàrrecs que va rebre durant aquest període; en aquestes obres, tracta de trobar solucions als problemes de composició i narrativa que ja havia iniciat en treballs anteriors.
En el decenni posterior a La ronda de nit, les seves pintures variaven molt de mida, estil i temàtica. En la seva evolució tècnica, abandona la tendència a crear efectes dramàtics sobretot amb l'ús de forts contrastos de llum i ombra, per donar pas a l'ús de sistemes d'il·luminació frontals més grans, i amb més zones saturades de color. Al mateix temps, les figures queden col·locades de manera paral·lela al pla del quadre. Aquests canvis poden ser interpretats com un pas cap a un estil de composició més clàssic i, tenint en compte que fa un ús més expressiu de la pinzellada, aquest fet pot indicar una familiaritat amb l'art venecià (Susana i els ancians, 1637-47). En aquesta època, es produeix una marcada disminució de les obres pintades i un increment de la realització de gravats i dibuixos de paisatges. En aquestes obres gràfiques, els drames naturals han donat pas a tranquil·les escenes rurals dels Països Baixos.

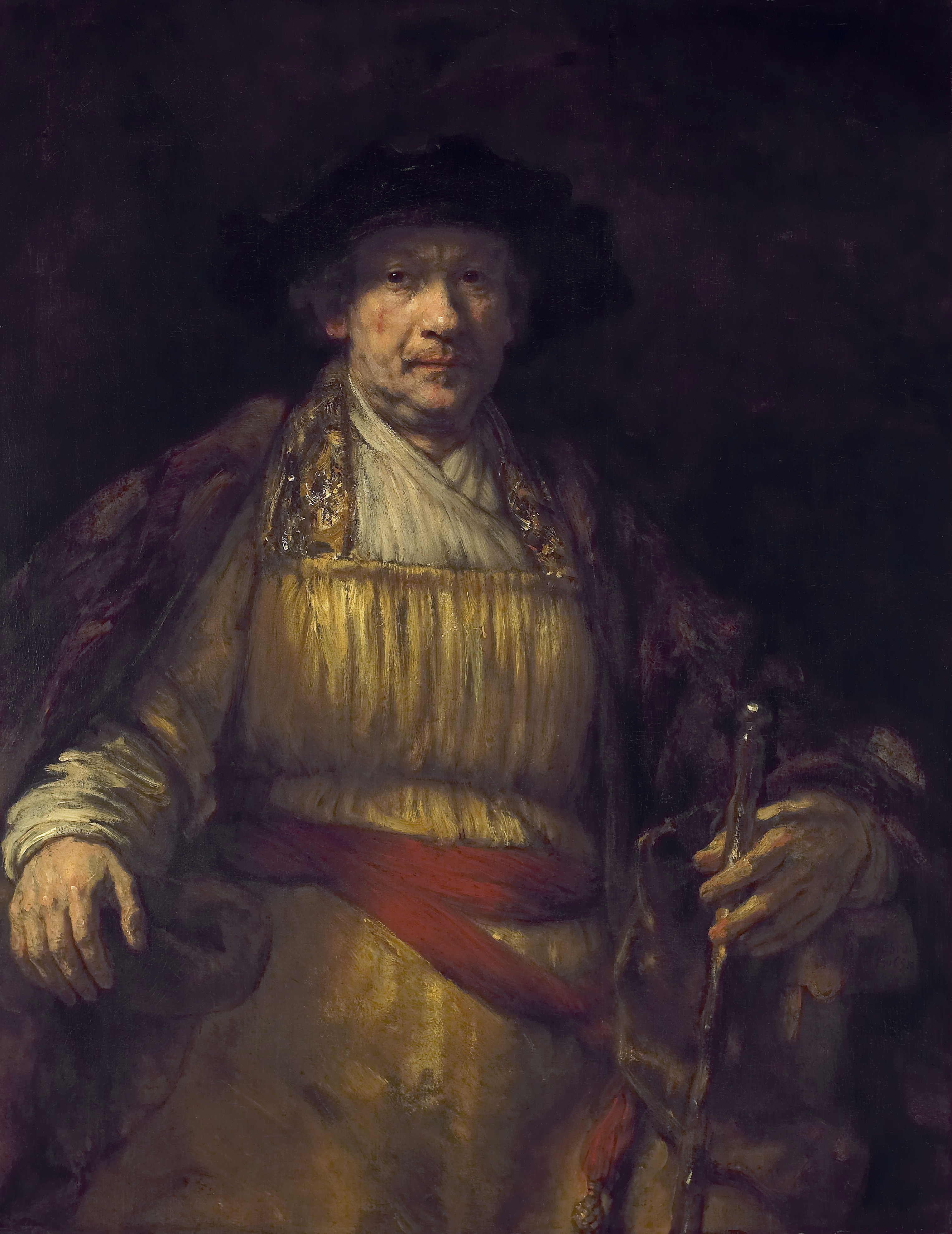
Autoretrat, 1658, una obra mestra representativa del seu darrer estil, "el més tranquil i més grandiós de tots els seus retrats"

Durant la dècada del 1650, Rembrandt torna a canviar d'estil. Els quadres augmenten de mida, els colors eren més rics i les pinzellades més pronunciades. Amb aquests canvis, Rembrandt es distancià dels seus treballs anteriors i de les modes del moment, cada cop més concentrat en el petit detall. El seu particular enfocament de l'aplicació de la pintura, en part, podria haver estat influït per la familiaritat amb les obres de Tizià, i també podria tenir-se en compte el context del moment en el qual existia un debat sobre "l'acabament" de les obres i la qualitat de la superfície. Alguns contemporanis seus mostraren desaprovació per la tosquedat de la pinzellada de Rembrandt i sembla que el mateix artista recomanava als visitants que no miressin de massa a prop les seves pintures. La manipulació tàctil de la pintura estaria influïda per la pintura medieval. El resultat final és una manipulació rica i variada de la pintura, i molt sovint amb capes profundes realitzades aparentment a l'atzar, que suggereix la forma i l'espai a la manera d'un il·lusionista i en un estil molt individual.
En els darrers anys, els temes bíblics continuen presents sovint, però l'èmfasi dramàtic s'ha traslladat del grup a les escenes íntimes de les figures (L'apòstol Jaume, 1661). En aquesta última etapa, Rembrandt pinta els seus autoretrats més profunds (de 1652 a 1669, en va pintar quinze), i també diverses imatges en moviment, tant d'homes com de dones (La núvia jueva, ca. 1666).

### Aiguaforts

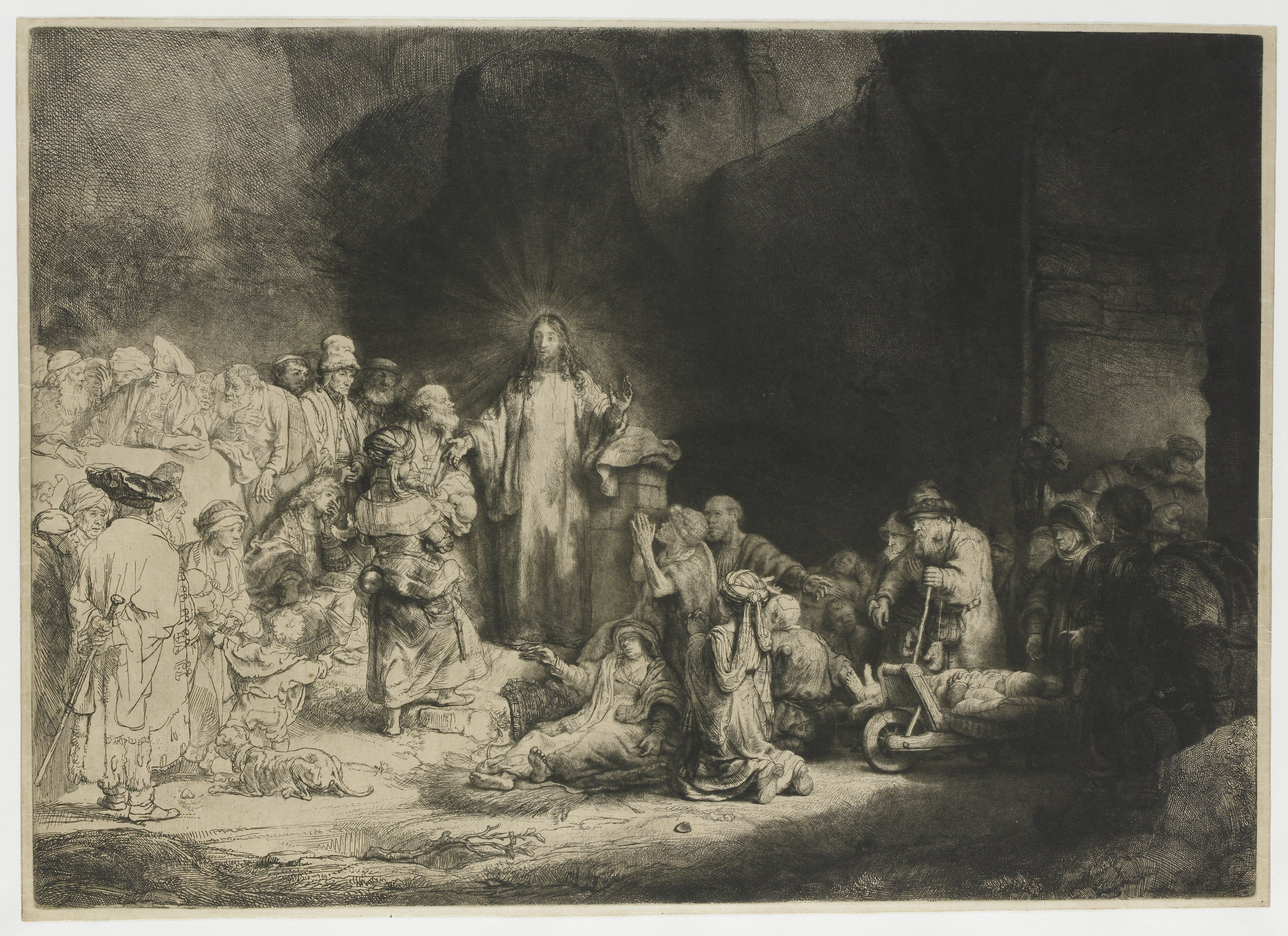
Crist sanant els malalts, c. 1647-1649, aiguafort

Rembrandt produí aiguaforts durant la major part de la seva carrera, des de 1626 fins a 1660, quan es va veure obligat a vendre la seva impremta i la premsa de gravat i pràcticament abandonà la producció d'aiguaforts. Només durant el problemàtic any de 1649 no en va fer cap.
Va dominar fàcilment el gravat i, tot i que també va aprendre a utilitzar el burí, la llibertat en la tècnica del gravat fou un tret fonamental de la seva feina. Va seguir molt de prop tot el procés de gravat i, segurament, imprimí ell mateix alguns primers exemplars dels seus aiguaforts. Al principi, utilitzava un estil basat en el dibuix, però aviat evoluciona cap a un altre de més proper a la pintura, fent servir una massa de línies i àcid per aconseguir diferents gruixos de línies. Cap a la fi de la dècada de 1630, va reaccionar en contra d'aquesta manera de fer i feu servir un estil més senzill. Va treballar en l'obra Crist sanant els malalts (també coneguda com El gravat dels cent florins per la gran quantitat que es pagà per una de les impressions del gravat) al llarg dels anys 40, modificant-ne successivament la planxa. Va ser el seu treball fonamental a la meitat de la seva carrera, a partir del qual el seu estil de gravat comença a sorgir. Tot i que sols n'han sobreviscut impressions en dos estats de la matriu, del primer d'aquests molt poques còpies, en les impressions finals, i també en diversos dibuixos per a parts de l'obra que s'han conservat, es nota la considerable reelaboració que hi va fer.

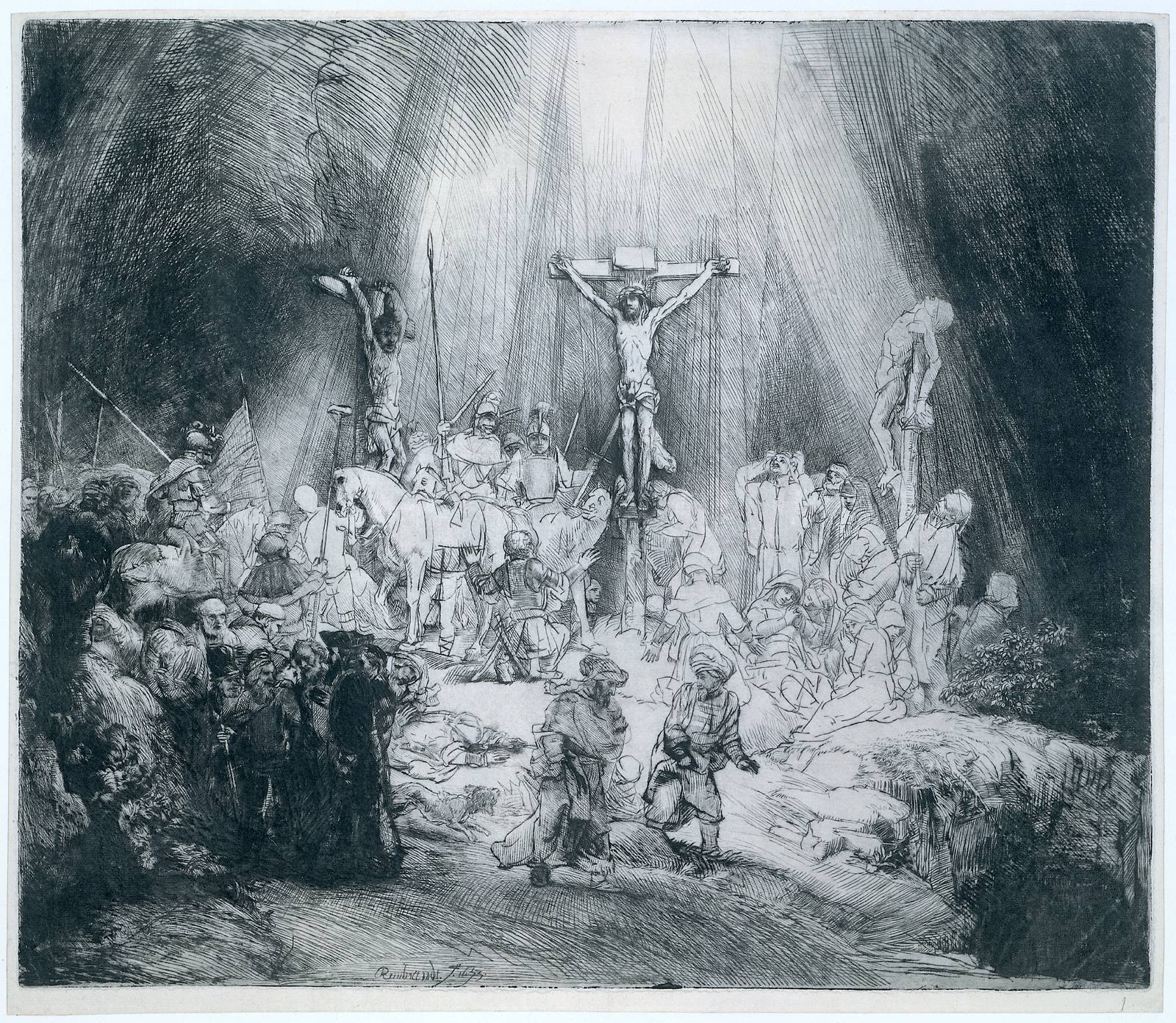
Les tres creus, aiguafort del 1653 de Rembrandt. Impressió del tercer estat de la matriu

En l'etapa de maduresa, en els anys 50, Rembrandt estava més disposat a improvisar sobre la placa i les grans impressions ja solen sobreviure en més estats (fins a onze), sovint amb canvis radicals en el resultat. Ara utilitza la tècnica del tramat per a crear les zones fosques, que solen ocupar una gran part de la placa. També experimenta amb els efectes de la impressió amb diferents tipus de paper, incloent-hi paper japonès, que utilitza sovint, i també sobre un tipus de pergamí, el paper vitel. Va començar a utilitzar "el to de superfície", deixant una capa de tinta sobre les parts de la placa en lloc de netejar-la i deixar-la completament neta abans de realitzar cada impressió. Va fer un ús més gran de la punta seca, aprofitant, sobretot en els paisatges, la riquesa borrosa que aquesta tècnica produeix en les primeres impressions.
En els seus gravats, apareixen temes semblants als de les pintures, tot i que en els vint-i-set autoretrats són relativament més comuns, i en els retrats d'altres persones menys. Hi ha quaranta-sis paisatges, majoritàriament petits, que en gran manera seran un important referent per al tractament gràfic del paisatge fins a la fi del segle xix. Una tercera part dels seus gravats tracten temes religiosos, d'una gran simplicitat, mentre que d'altres són les seves impressions més monumentals. Alguns casos en què apareix la temàtica eròtica, o simplement obscena, no tenen el seu equivalent en les seves pintures. Li van pertànyer, fins que va ser forçat a vendre'ls, i posseïa una magnífica col·lecció de gravats d'altres artistes, i moltes de les influències que s'observen en la seva obra provenen d'artistes tan diversos com Mantegna, Rafael, Hercules Segers, i Castiglione.

### El nom i la signatura
"Rembrandt" és una modificació de l'ortografia del nom de l'artista que va introduir el 1633. A grans trets, les seves primeres signatures (ca. 1625) consistien en una primera "R", o el monograma "RH" (de "Rembrant Harmenszoon", és a dir, "Rembrant, fill de Harmen") i, a partir de 1629, "RHL" ("L", presumiblement, de Leiden). El 1632, a principis d'any, utilitza encara aquest monograma, i afegeix al seu patronímic, "RHL-van Rijn"; però en aquest mateix any substitueix aquesta forma i comença a utilitzar el seu primer nom a soles, amb la seva ortografia original, "Rembrant".
El 1633, hi va afegir una "d" i, a partir de llavors, va mantenir aquesta forma de manera coherent, la qual cosa demostra que aquest petit canvi significava quelcom definitiu per a ell. Aquest canvi és purament visual, perquè no canvia la forma en què el nom es pronuncia. Curiosament, malgrat el gran nombre de pintures i gravats signats amb aquesta modificació de nom, en la majoria dels seus documents s'esmenta que, durant la seva vida, va mantenir l'ortografia original "Rembrant". La pràctica de signar el seu treball amb el seu primer nom, com després faria Vincent van Gogh, probablement vindria del model que feren servir Rafael, Leonardo da Vinci i Miquel Àngel, que eren esmentats tan sols pels seus noms.

### Obra atribuïda
A principis de segle xx, els especialistes estimaven que Rembrandt havia pintat més de 600 quadres, prop de 400 gravats i uns 2.000 dibuixos. Estimacions més recents realitzades des dels anys 60 fins a l'actualitat situen en unes 300 les pintures; són estudis liderats pel Projecte de Recerca Rembrandt, i aquestes estimacions sovint són controvertides. Els seus gravats, anomenats tradicionalment aiguaforts tot i que molts en són produïts, en part o completament, mitjançant la tècnica del gravat, estan quantificats amb una xifra més estable de poc menys de 300 obres. És probable que, al llarg de la seva vida, fes més de 2.000 dibuixos, però els que realment existeixen són menys del que alguns afirmen.
En un moment donat, unes noranta pintures foren considerades autoretrats de Rembrandt, però ara se sap que els seus alumnes n'havien de realitzar còpies com a part de la seva formació. Les dades més actuals redueixen la xifra a unes quaranta pintures, així com alguns dibuixos, i trenta-un gravats, que inclouen moltes de les imatges més notables del conjunt. En molts d'aquests retrats, apareix amb disfresses històriques, o fent ganyotes i cares poc formals.

### El Projecte d'Investigació Rembrandt

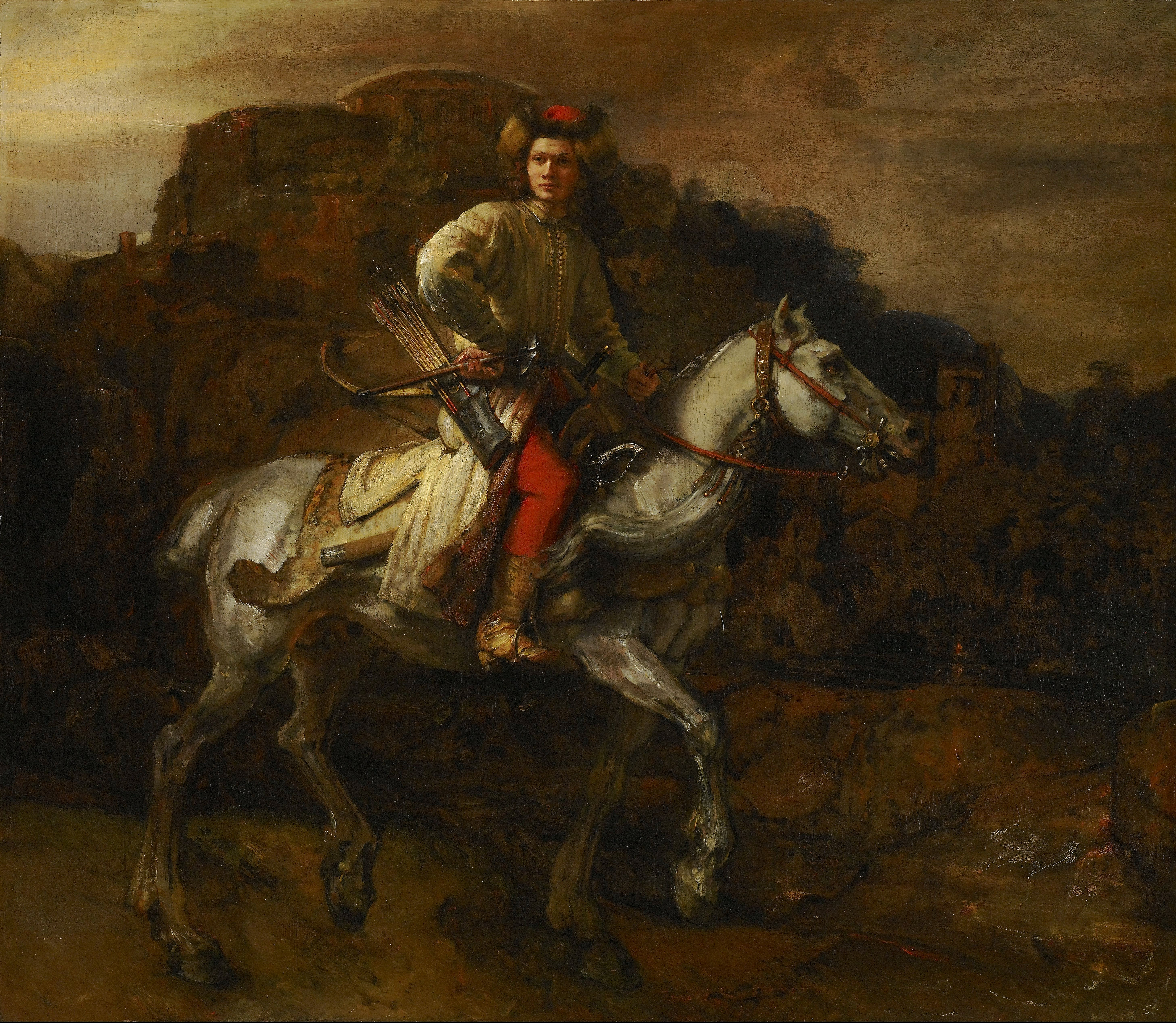
El genet polonès (c. 1655), un lisowczycy a cavall. El tema és discutit; és possible que la persona retratada fos el gran canceller de Lituània, Marcjan Aleksander Ogiński (1632-1690)

El 1968, el Projecte d'Investigació Rembrandt començà sota el patrocini de l'Organització dels Països Baixos per a la Promoció de la Recerca Científica que, en un principi, s'esperava que durés uns deu anys. Historiadors de l'art es van unir amb experts d'altres camps per reconsiderar l'autenticitat de les obres atribuïdes a Rembrandt, utilitzant tots els mètodes disponibles, incloses les tècniques més avançades de diagnòstic, i per compilar un nou catàleg raonat (catalogue raisonné) de les seves pintures. Com a resultat de les seves conclusions, moltes pintures que abans s'atribuïen a Rembrandt s'han eliminat de la llista, encara que altres s'hi han afegit. Molts dels que ara s'han descatalogat es creu que són treballs dels seus alumnes.
Un exemple de l'activitat de la iniciativa és el debat sobre El genet polonès, pintura que es troba a Nova York, i pertany a la col·lecció Frick. La seva autenticitat ha estat qüestionada durant molts anys per un grup d'especialistes liderats per Julius Held. Molts, entre ells, Josua Bruyn de la Fundació Projecte d'Investigació Rembrandt, atribueixen la pintura a un dels seus alumnes més talentosos, Willem Drost, artista sobre el qual no se'n sap res. El mateix Museu Frick mai ha canviat la seva pròpia atribució, i l'etiqueta diu "Rembrandt" i no "atribuït a" o "de l'escola". Algunes opinions més recents han apostat a favor del criteri del Museu Frick; Simon Schama, en el seu llibre Rembrandt's Eyes (Els ulls de Rembrandt) (1999), i un expert del Projecte Rembrandt, Ernst van de Wetering (Simposi Melbourne, 1997), n'argumenten a favor de l'atribució a Rembrandt. Molts estudiosos consideren que l'execució és desigual, i aposten per considerar diferents atribucions segons les diferents parts de l'obra.

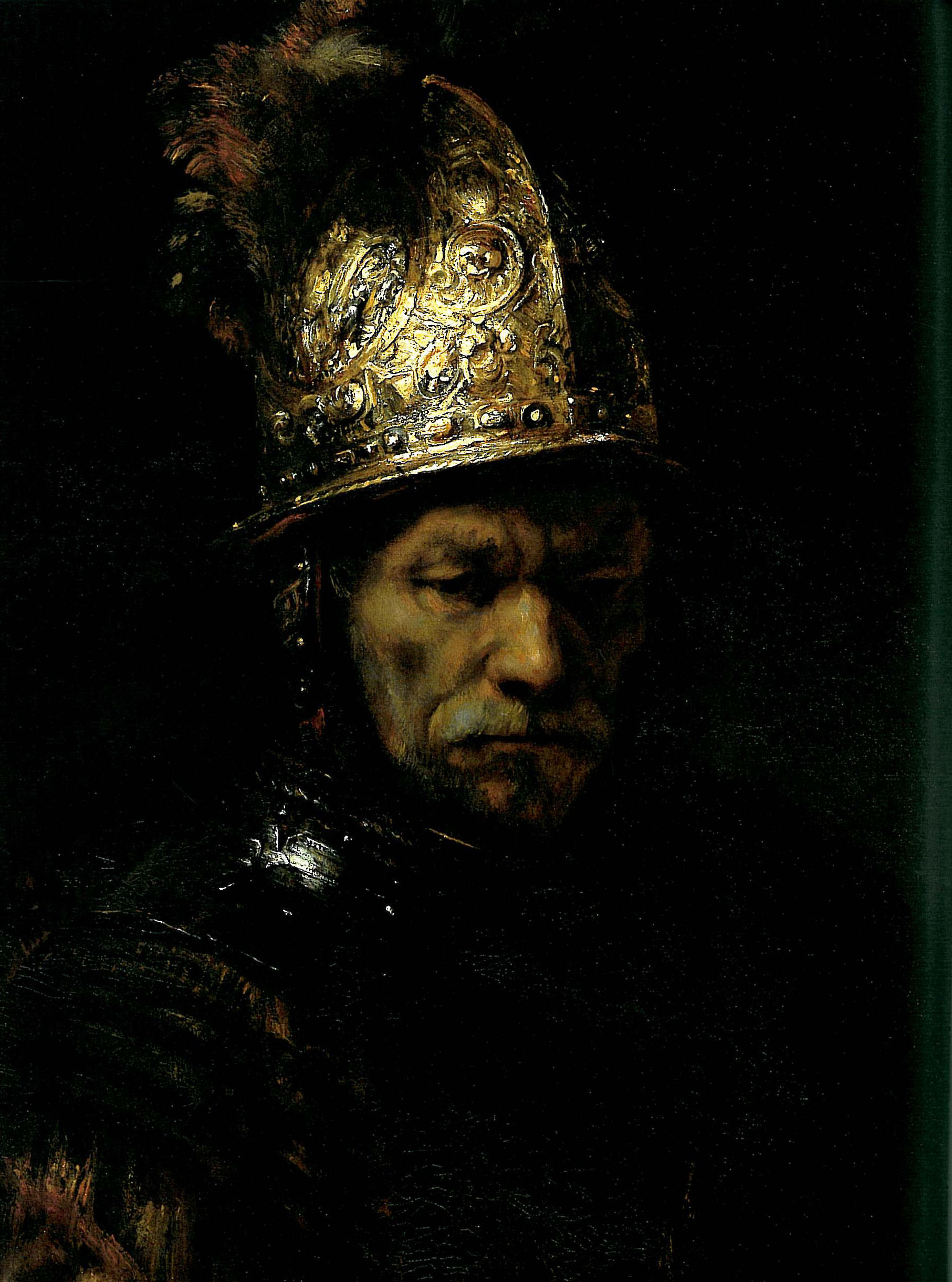
L'home del casc daurat, un dels retrats més famosos històricament atribuïts a Rembrandt, i que actualment està descatalogat

Una altra pintura, Pilat rentant-se les mans, també és de dubtosa atribució. L'opinió crítica d'aquesta pintura ha variat des de 1905, quan Wilhelm von Bode el descrigué com "un treball una mica anormal" de Rembrandt. Els acadèmics consideren que és de la dècada del 1660 i s'ha assignat a un alumne anònim, possiblement Arent de Gelder. La composició superficial té semblança amb obres del Rembrandt madur, però no té el control de la il·luminació i el modelat del mestre.
L'atribució i reatribució de treballs està en curs. El 2005, quatre pintures a l'oli atribuïdes prèviament als estudiants de Rembrandt foren reclassificades com a obra del mateix Rembrandt: Estudi d'un vell de perfil i Estudi d'un vell amb barba, ambdós d'una col·lecció privada dels Estats Units; l'Estudi d'una dona plorant, propietat del Detroit Institute of Arts, i Retrat d'una vella amb un capot blanc, pintat el 1640.
La mateixa pràctica que es realitzava al taller de Rembrandt és un factor important i dificulta l'atribució, ja que, igual que molts mestres abans que ell, encoratjava els seus estudiants a copiar els seus quadres; aquests, a vegades, s'encarregaven dels acabats o realitzaven determinats retocs en obres que eren venudes com a originals i, a vegades, es venien com a còpies autoritzades. A més, el seu estil resultava molt fàcil d'imitar per a la majoria dels seus estudiants de talent. Per complicar-ho encara més, cal tenir present la desigual qualitat d'algunes obres de Rembrandt, els seus freqüents canvis d'estil i la constant experimentació tècnica. A més, hi ha imitacions posteriors del seu treball, i restauracions que han danyat greument les obres originals, obres que ara són difícils de reconèixer. És molt probable que mai s'arribi a un acord absolut pel que fa a delimitar quina obra és i no és un veritable Rembrandt.

### Col·leccions als museus
La col·lecció més important sobre l'obra de Rembrandt als Països Baixos és el Rijksmuseum d'Amsterdam, on hi ha, entre d'altres, De Nachtwacht (La ronda de nit) i De Joodse bruid (La núvia jueva). Molts dels seus autoretrats es troben al Mauritshuis de La Haia, i la seva antiga llar, que actualment s'ha convertit en la Casa Museu Rembrandt a Amsterdam, exposa molts dels seus gravats. Totes les grans sales d'impressió tenen moltes obres seves, tot i que n'hi ha un grapat que són còpies. En altres estats, les millors col·leccions de les seves pintures es poden trobar a la National Gallery de Londres, la Gemäldegalerie de Berlín, el Museu de l'Ermitage de Sant Petersburg, la Gemäldegalerie Alte Meister de Dresden, i al Louvre de París; també a Nova York, a Washington DC, i a Kassel. A més, una sèrie de pintures de Rembrandt apareixen al Rembrandt in Southern California, un projecte col·laboratiu que es concreta en una exposició virtual de pintures de l'artista.

### 400è aniversari

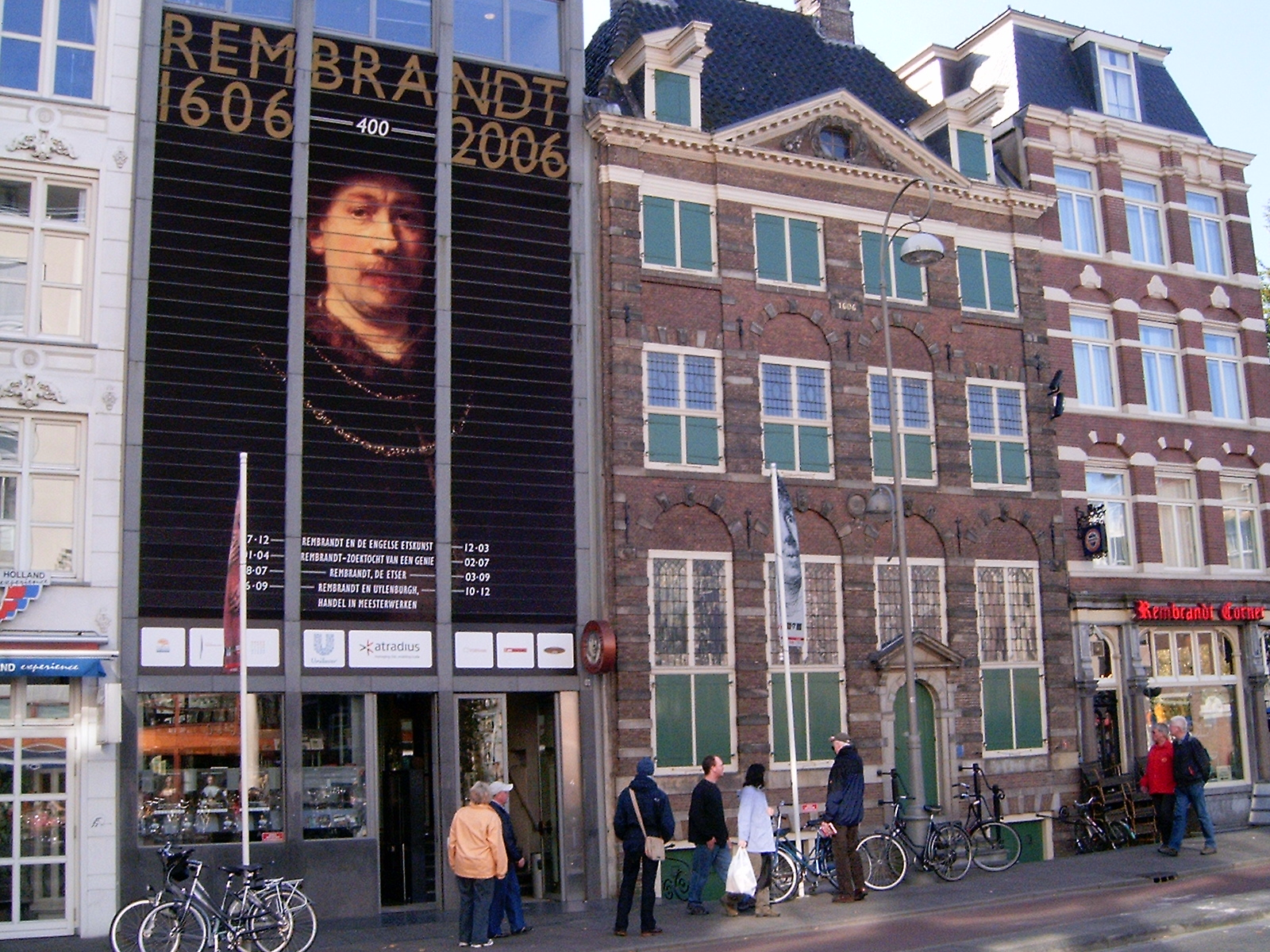
Cartell de l'exposició Rembrandt en el seu 400è aniversari

El 400è aniversari del naixement del pintor se celebrà a Holanda durant l'any 2006, amb activitats artístiques com ara conferències, recorreguts culturals i exposicions per a les quals diversos museus del món van prestar obres de Rembrandt als de la ciutat d'Amsterdam, on es van arribar a reunir obres d'aquest pintor que mai no havien estat exposades juntes. Segons el president de l'organització Rembrandt 400, realitzada al Rijksmuseum, que constava de les obres mestres, amb l'aportació de quatre-centes pintures representatives del segle xvii de Rembrandt i altres pintors:
| « | Podem confirmar ja que aquest és l'acte cultural amb més èxit en la història del nostre país. | » |

 I a la seva ciutat natal, Leiden, al museu municipal es van mostrar unes sèries de gravats i dibuixos.

## Obra selecta

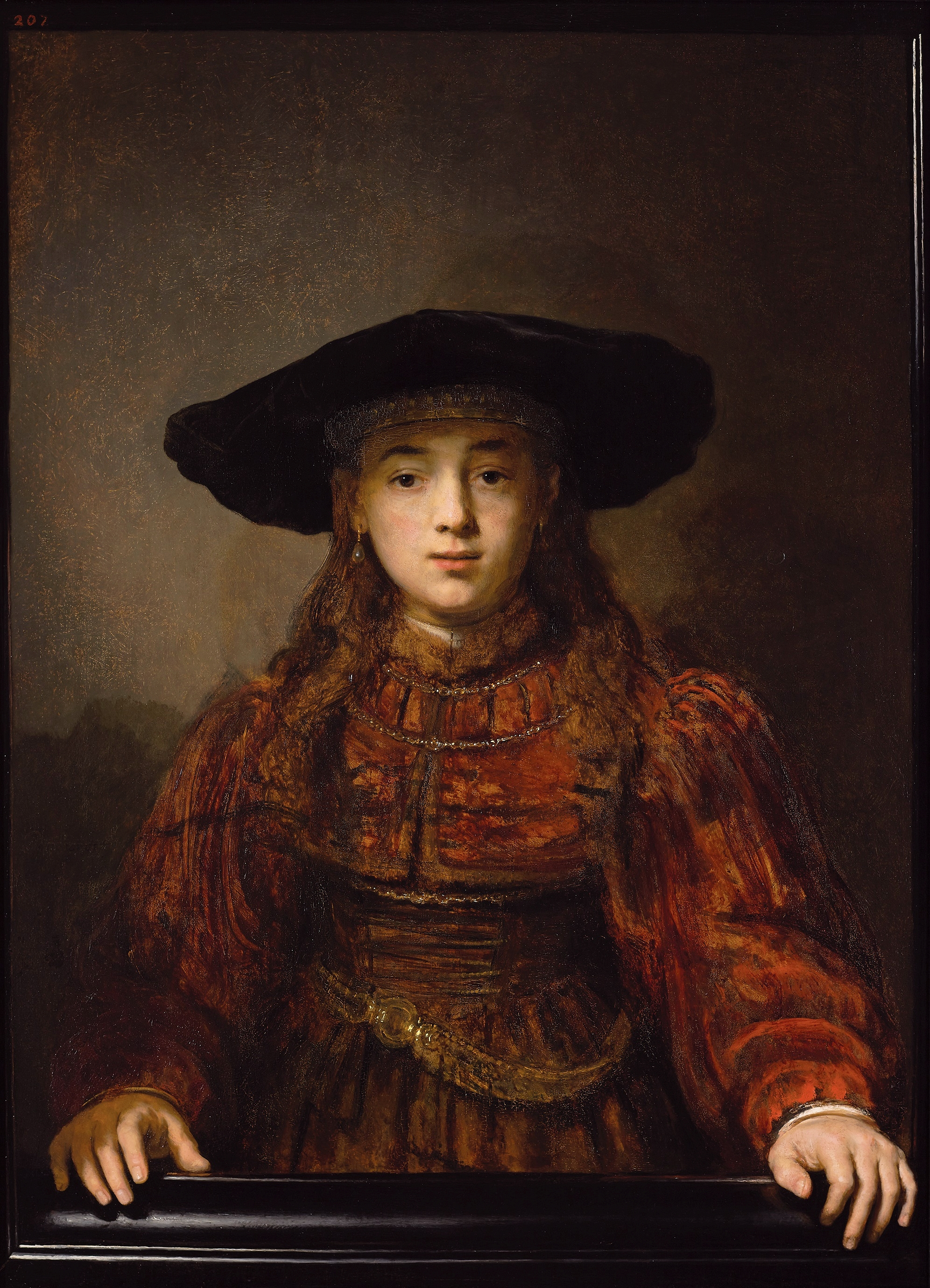
Noia en un marc, 1641, una obra que ha generat discussió sobre l'autoria. Ha estat escollida per a la portada d'un llibre publicat recentment, un seriós estudi molt actual sobre Rembrandt

- Jacob de Gheyn III (1632) - Dulwich Picture Gallery, Londres
- Andròmeda encadenada a les roques (1631) - Mauritshuis, La Haia
- Lliçó d'anatomia del Dr. Nicolaes Tulp (1631) - Mauritshuis, La Haia
- Àrtemis (1634) - Oli sobre tela, 142 x 152 cm, Museu del Prado, Madrid
- Descendiment de la creu (1634) - Oli sobre tela, 158 x 117 cm, Museu de l'Hermitage, Sant Petersburg
- El festí de Baltasar (1635) - National Gallery de Londres
- El fill pròdig a la taverna (c. 1635) - Oli sobre tela, 161 x 131 cm, Gemäldegalerie, Dresden
- Dànae (1636) - Museu de l'Hermitage, St. Petersburg
- La ronda de nit, formalment La companyia militar del capità Frans Banning Cocq i el tinent Willen van Ruytenburg (1642) - Rijksmuseum, Amsterdam
- Molí (1645/48) - National Gallery of Art, Washington, D. C.
- Oscaret van Djick (1637) - Private colection Antoni Medina
- Susanna i els vells (1647) - Oli sobre tela, 76 x 91 cm, Gemäldegalerie, Berlín
- Aristòtil contemplant el bust d'Homer (1653) - Metropolitan Museum of Art, Nova York
- El bany de Betsabé (1654) - Louvre, París
- Autoretrat (1658) - Frick Collection, Nova York
- Ahasuerus i Haman a la festa d'Esther - Museu Puixkin, Moscou
- La conspiració de Claudi Civilis (1661) - Nationalmuseum, Estocolm
- Els síndics dels drapers (en neerlandès De Staalmeesters) (1662) - Rijksmuseum, Amsterdam
- La núvia jueva (1664) - Rijksmuseum, Amsterdam
- Retrat de Gérard de Lairesse (1665-1667) -(Metropolitan Museum of Art, (Nova York)
- La burra de Balaam (1626) - Museu Cognacq-Jay, París